# Gongombili-Kpovèra
Pour les articles homonymes, voir Gongombili.
Gongombili-Kpovèra est une localité située dans le département de Gaoua de la province du Poni dans la région Sud-Ouest au Burkina Faso.

## Santé et éducation
Le centre de soins le plus proche de Gongombili-Kpovèra est le centre de santé et de promotion sociale (CSPS) de Gongombili-Gongoné tandis que le centre hospitalier régional (CHR) de la province se trouve à Gaoua.